# Yawa Djigbodi Tségan
Yawa Djigbodi Tségan, née le 5 août 1971 à Kpélé-Agavé, est une femme politique togolaise, ancienne inspectrice des impôts et première femme présidente de l'Assemblée nationale du 23 janvier 2019 au 14 juin 2024.

## Biographie
Chantal Yawa Djigbodi Tsegan est née le 5 août 1971 à Kpélé-Agavé. Elle obtient une maîtrise en droit des affaires à l'Université de Lomé, au Togo. Elle intègre ensuite l'École nationale des impôts (ENI) de Clermont-Ferrand en France et en sort avec un diplôme d'inspecteur des impôts.

### Parcours professionnel
- Directrice du cabinet au ministère des transports ;
- Directrice de l'administration, de l'organisation et des services d'appui à la direction Générale des Impôts (DGI) ;
- Directrice des Petites et Moyennes Entreprises à la DGI ;
- Chef de Division Recouvrement à la Direction des Grandes Entreprises (DGE) ;
- Inspecteur à la Brigade de Contrôle Ponctuel de la DGE.

### Parcours politique
En 2013, elle est élue députée dans la troisième circonscription électorale de Kloto-Kpélé et devient première questrice de l'Assemblée nationale pour la durée de la législature. Elle est réélue à cette fonction une seconde fois en décembre 2018.
Le 23 janvier 2019, Tségan est élue à la présidence de l'Assemblée nationale du Togo, devenant la première femme de l'histoire à sa tête,.
Le 20 Août 2024, Yawa Djigbodi Tségan est nommée ministre de l’urbanisme, de l’habitat et de la réforme foncière dans le deuxième Gouvernement de la premiere ministre Victoire Sidémého Tomégah-Dogbé ,